# Piatră, hârtie, foarfecă

Piatră, foarfecă, hârtie

Piatră, hârtie, foarfecă („jan-ken-pon” în limba japoneză, „rochambeau” în limba franceză) este o metodă de tragere la sorți, în care se folosesc gesturi făcute cu mâna pentru a decide cine a câștigat, similar cu „Cap sau pajură” sau „Cine trage paiul mai scurt”.
Cei care participă (de obicei 2, dar se poate și cu mai mulți), spun „Piatră!” „Hârtie!” „Foarfecă!” de două ori, dar a doua dată, când spun „foarfecă” (sau în loc de a spune cuvântul „foarfecă”), fiecare jucător face unul din următoarele gesturi cu mâna: un pumn, o palmă deschisă sau extinzând degetul arătător și cel lung ca o foarfecă. Dacă ambii jucători au același gest, se repetă până gesturile diferă. Piatra fiind în stare să strice foarfeca, va câștiga dacă aceste două gesturi au fost făcute. Dacă s-a făcut foarfecă și hârtie, câștigă foarfeca (căci poate tăia hârtia), iar dacă se face piatră și hârtie, câștigă hârtia, căci poate împacheta piatra.